# 颶風高地
76°44′S 160°40′E / 76.733°S 160.667°E
颶風高地（英語：Hurricane Heights），是南極洲的高地，位於維多利亞地的斯科特海岸，屬於康沃伊山脈的一部分，海拔高度約2,000米，由新西蘭研究計劃命名，現時由南極條約體系管理。